# Полвериђи
Полвериђи (итал. Polverigi) насеље је у Италији у округу Анкона, региону Марке.
Према процени из 2011. у насељу је живело 2927 становника. Насеље се налази на надморској висини од 56 м.

## Становништво
| 1936. | 1951. | 1961. | 1971. | 1981. | 1991. | 2001. | 2011. |
| ----- | ----- | ----- | ----- | ----- | ----- | ----- | ----- |
| 2.973 | 3.088 | 2.686 | 1.971 | 2.149 | 2.481 | 3.015 | 4.327 |